# HIP 41378 b
HIP 41378 b (även EPIC 211311380 b) är Neptunus-lik exoplanet som är belägen 378 ljusår från jorden i Kräftan. Den kretsar runt F-typ stjärnan HIP 41378 på 15,57 dygn. Den är en av fem kända planeter runt stjärnan. Planetens massa är okänd.